# 18976 Kunilraval
18976 Kunilraval (2000 QH206) è un asteroide della fascia principale sistema solare. Scoperto nel 2000, presenta un'orbita caratterizzata da un semiasse maggiore pari a 2,2946256 UA e da un'eccentricità di 0,1038678, inclinata di 4,25328° rispetto all'eclittica.